# Oksana Linde
Oksana Linde (n. 1948) es una compositora de música electrónica y artista visual venezolana. Se trata de una de las pioneras del género en este país junto con músicos como Vytas Brenner, Miguel Noya y Ángel Rada. Luego de haber aparecido en antologías de música electrónica en Francia durante la década de los 80, su álbum debut fue lanzado en 2022, con grabaciones realizadas entre 1983 y 1989.

## Biografía
Linde nació  en Caracas, Venezuela, hija de Iván Linde y Halyna Krychevska Linde,inmigrantes ucranianos, y aprendió a tocar el piano desde temprana edad. Empenzó sus estudios en la Universidad de Oriente y los terminaría en la Universidad Central de Venezuela,en donde se graduaría de licenciada en Química. Posteriormente obtuvo una maestría en Catálisis heterogénea en el Instituto Venezolano de Investigaciones Científicas. Luego comenzó estudios de doctorado en el IVIC, mientras trabajaba como investigadora, hasta que los efectos secundarios de los químicos le causaron desmielinización, convulsiones y pérdida de memoria, por lo que se vio obligada a abandonar su carrera como química.

## Carrera musical
Linde comenzó a experimentar y tocó en algunos proyectos grupales con otros estudiantes. Durante esta época, armó un estudio en casa, con algunos equipos como sintetizadores Casio CZ-1 y Polymoog, una máquina de carrete a carrete TEAC A-3440, una Roland Tape Echo y otros.
La primera pieza musical que compuso fue Cosmos en 1982 y posteriormente Descubrimiento en 1983. Dos años más tarde, su pieza Mariposas Acuáticas fue incluida en la antología SNX en Francia. Entre 1984 y 1986 había grabado más de treinta piezas, incluyendo algunas para televisión, radio y teatro. En 1991 fue incluida como parte del tercer Festival de Música Electrónica de Caracas, pero fuera de algunas apariciones en la radio, su trabajo permaneció prácticamente inédito.
Después de tener que cuidar a su madre enferma, Linde vendió la mayoría de sus instrumentos y equipos de grabación.
Durante la segunda década de los 2000, Linde comenzó a poner parte de su música en Internet. Más tarde, comenzó a crear nueva música en una computadora, utilizando el software de edición de audio Audacity, y a compartir su música en portales como Myspace, Bandcamp y ReverbNation.
En 2019, su música llamó la atención de Cher-ee-lee y Andrea Zarza Canova, quienes incluyeron su pieza Reverie II en la antología Dream Tech. De esta manera, Luis Alvarado de Buh Records descubrió su trabajo y organizó el lanzamiento de su álbum  Aquatic and Other Worlds, que recopilaba sus piezas hechas entre 1983 y 1989. Un segundo y tercer álbum que compilan más grabaciones están planeados para su lanzamiento con Buh Records.
La música de Oksana Linde ha sido comparada con la de otros músicos como Delia Derbyshire, Suzanne Ciani o Laurie Spiegel. En su reseña, Electronic Sound Magazine escribió que estaba más cerca de Wendy Carlos e Isao Tomita que de Derbyshire, mientras que The Wire también notó las comparaciones con artistas como Derbyshire y Carlos, y escribió que el lanzamiento de la música de Linde ha sido una lección sobre cómo  muchas compositoras mujeres no han sido lo suficientemente reconocidas.
Linde, por su parte, reconoce la influencia de músicos como "Tangerine Dream, Schulze, Jarre, Vangelis, Oldfield, Wendy Carlos, Vytas Brenner, Miguel Noya, Vinicio Adames, José I. Lares, Rada".

## Discografía
Apariciones en antologías
- 1985 - SNX - Hawái[20]
- 2020 - Dream Tech - Maná[21]
- 2022 - Below The Radar 39 - Wire Magazine[22]

Álbumes
- 2022 - Aquatic and Other Worlds (1983-1989) - Buh Records
- 2025 - Travesías - Buh Records